# Alžběta Sasko-Altenburská (1865–1927)
Alžběta Sasko-Altenburská (též Elezaveta Mavrikievna, celým jménem Alžběta Augusta Marie Anežka Sasko-Altenburská; 25. ledna 1865, Meiningen – 24. března 1927, Lipsko) byla dcera sasko-altenburského vévody Mořice a sňatkem s Konstantinem Konstantinovičem Romanovem ruská velkokněžna.

## Život
Alžběta Augusta Marie Anežka se narodila 25. ledna 1865 v Meiningenu, odkud pocházela její matka, která zde zůstala i po svatbě. Byla druhým potomkem vévody Mořice a jeho manželky Augusty. Vyrůstala s jedním bratrem a třemi sestrami, avšak jedna z nich zemřela poměrně mladá.

### Manželství
V roce 1882, jako sedmnáctiletá, poznala svého budoucího chotě, který byl právě v Altenburgu na návštěvě u svých příbuzných: sama Alžběta byla jeho sestřenkou. Ačkoliv sama byla ke sňatku svolná, Konstantin údajně zaváhal. Byl navíc o sedm let starší, a když se oba rozešli, on jí slíbil, že si s ní bude dopisovat: nikdy jí ale žádný dopis neposlal. Nicméně psal o ní básně, které nikdy nezveřejnil. O dva roky později, roku 1884, se vydala Alžběta do Ruska a byla oznámena svatba s Konstantinem. První zádrhel se objevil poměrně rychle: ještě před svatbou se nechala slyšet, že je jejím přáním, aby si mohla ponechat luteránsku víru, ve které byla vychována. To samozřejmě otřáslo Konstantinem, který byl pravoslavný.
I přes rozdíly v povahách obou svatebčanů se 27. dubna 1884 odehrála svatba. Alžběta jej prý vroucně a oddaně milovala. Nakonec z manželství vzešlo devět dětí: šest synů a tři dcery, přičemž jedna z dcer zemřela v dětství.
- 1. Jan (5. 7. 1886 Petrohrad – 18. 7. 1918 Alapajevsk) 
  - ⚭ (21. 8. 1911 Petrohrad) Helena Srbská (4. 11. 1884 Cetinje – 16. 10. 1962 Nice)
- 2. Gabriel (15. 7. 1887 Petrohrad – 28. 2. 1955 Paříž)
  - ⚭ (22. 9. 1917 Petrohrad) Antonie Rafajlovna Nesterovská (14. 3. 1890 Petrohrad – 7. 3. 1950 Paříž)
  - ⚭ (11. 5. 1951 Paříž) Irina Ivanovna Kurakinová (22. 9. 1903 Jaroslavl – 17. 1. 1993 Chelles)
- 3. Taťána (23. 1. 1890 Petrohrad – 28. 8. 1979 Jeruzalém)
  - ⚭ (6. 9. 1911 Petrohrad) Konstantin Bagration-Mukhrani (14. 3. 1889 Tbilisi – 1. 6. 1915 poblíž Lubaczówa), padl v první světové válce
  - ⚭ (9. 11. 1921 Ženeva) Alexandr Vasiljevič Koročencov (17. 8. 1877 Petrohrad – 6. 2. 1922 Lausanne)[1]
- 4. Konstantin (1. 1. 1891 Petrohrad – 18. 7. 1918 Alapajevsk), svobodný a bezdětný, zavražděn společně s Janem a Igorem
- 5. Oleg (27. 11. 1892 Petrohrad – 12. 10. 1914 Vilnius), svobodný a bezdětný, zemřel na následky zranění utrpěných v první světové válce
- 6. Igor (10. 6. 1894 Petrohrad – 18. 7. 1918 Alapajevsk), svobodný a bezdětný, zavražděn společně s Konstantinem a Janem
- 7. Jiří (6. 5. 1903 Petrohrad – 7. 11. 1938 New York), svobodný a bezdětný, zemřel po nezdařené operaci
- 8. Natálie (10. 3. 1905 Petrohrad – 10. 5. 1905 tamtéž)
- 9. Věra (24. 4. 1906 Petrohrad – 11. 1. 2001 Nyack, New York), svobodná a bezdětná

Alžběta, která po svatbě přijala jméno Elezaveta Mavrikievna a v rodině byla oslovována „Mavra“, byla velice populární a měla velice dobré vztahy s carem Mikulášem II. Svoji víru si ponechala a s manželem se usadili v paláci Marble.
Sama přežila většinu svých dětí, konkrétně pět. Její nejmladší dcera Věra se dokonce dožila čtyřiadevadesáti let a zemřela roku 2001. První zemřela dcera Natálie ve věku necelých dvou měsíců. Když vypukla první světová válka, podporovala zbrojení proti vlastní rodné zemi a její synové se také do armády rekrutovali. Právě během jedné z bitev v Litvě byl zabit Alžbětin syn Oleg. Když se dozvěděla, že její syn umírá, vypravila se za ním a skutečně k němu dorazila ještě před jeho smrtí. O rok později zemřel předčasně i její manžel Konstantin a umírá i zeť (manžel Taťány) Konstantin Bagration.

### Nástup bolševiků
Po skončení války musela spěšně Rusko opustit, aby ji nezadrželi bolševici. Jí se to skutečně podařilo, nicméně tři její synové, nejstarší Konstantin, Jan a Igor, byli chyceni a zastřeleni v Alapajevsku. Roku 1919 pak zemřel i velkokníže Dmitrij Konstantinovič Romanov. Princ Jiří a princezna Věra se mezitím ukrývali v palác Pavlovsk a na podzim 1918 dostali od bolševiků povolení k opuštění země. Na pozvání švédské královny Viktorie Bádenské se tedy vypravili přes Tallinn a Helsinky až do Stockholmu. Zde se Věra i Jiří opět setkali s Alžbětou.

### Pozdější léta
Společně žili další dva roky ve Švédsku, ale pak se přestěhovali, na pozvání krále Alberta, do Belgie. Nakonec se ale usadili v Alžbětině rodném Německu, konkrétně v Altenburgu, kde žili jen s krátkou přestávkou dalších třicet let.
Dne 24. března 1927 Alžběta zemřela v Lipsku na rakovinu.

## Vývod z předků
|                           |                                         |  |                                 |                                                 |  |  |  |  |  |  |  | Arnošt Fridrich III. Sasko-Hildburghausenský |
|                           |                                         |  |                                 |                                                 |  |  |  |  |  |  |  |                                              |
|                           | Fridrich Sasko-Altenburský              |  |                                 |                                                 |  |  |  |  |  |  |  |                                              |
|                           |                                         |  |                                 |                                                 |  |  |  |  |  |  |  |                                              |
|                           |                                         |  |                                 | Ernestina Sasko-Výmarská                        |  |  |  |  |  |  |  |                                              |
|                           |                                         |  |                                 |                                                 |  |  |  |  |  |  |  |                                              |
|                           | Jiří Sasko-Altenburský                  |  |                                 |                                                 |  |  |  |  |  |  |  |                                              |
|                           |                                         |  |                                 |                                                 |  |  |  |  |  |  |  |                                              |
|                           |                                         |  |                                 | Karel II. Meklenbursko-Střelický                |  |  |  |  |  |  |  |                                              |
|                           |                                         |  |                                 |                                                 |  |  |  |  |  |  |  |                                              |
|                           | Šarlota Georgina Meklenbursko-Střelická |  |                                 |                                                 |  |  |  |  |  |  |  |                                              |
|                           |                                         |  |                                 |                                                 |  |  |  |  |  |  |  |                                              |
|                           |                                         |  |                                 | Frederika Hesensko-Darmstadtská                 |  |  |  |  |  |  |  |                                              |
|                           |                                         |  |                                 |                                                 |  |  |  |  |  |  |  |                                              |
|                           | Mořic Sasko-Altenburský                 |  |                                 |                                                 |  |  |  |  |  |  |  |                                              |
|                           |                                         |  |                                 |                                                 |  |  |  |  |  |  |  |                                              |
|                           |                                         |  |                                 | Fridrich František I. Meklenbursko-Zvěřínský    |  |  |  |  |  |  |  |                                              |
|                           |                                         |  |                                 |                                                 |  |  |  |  |  |  |  |                                              |
|                           | Fridrich Ludvík Meklenbursko-Zvěřínský  |  |                                 |                                                 |  |  |  |  |  |  |  |                                              |
|                           |                                         |  |                                 |                                                 |  |  |  |  |  |  |  |                                              |
|                           |                                         |  |                                 | Luisa Sasko-Gothajsko-Altenburská               |  |  |  |  |  |  |  |                                              |
|                           |                                         |  |                                 |                                                 |  |  |  |  |  |  |  |                                              |
|                           | Marie Luisa Meklenbursko-Zvěřínská      |  |                                 |                                                 |  |  |  |  |  |  |  |                                              |
|                           |                                         |  |                                 |                                                 |  |  |  |  |  |  |  |                                              |
|                           |                                         |  |                                 | Pavel I. Ruský                                  |  |  |  |  |  |  |  |                                              |
|                           |                                         |  |                                 |                                                 |  |  |  |  |  |  |  |                                              |
|                           | Jelena Pavlovna Ruská                   |  |                                 |                                                 |  |  |  |  |  |  |  |                                              |
|                           |                                         |  |                                 |                                                 |  |  |  |  |  |  |  |                                              |
|                           |                                         |  |                                 | Žofie Dorota Württemberská                      |  |  |  |  |  |  |  |                                              |
|                           |                                         |  |                                 |                                                 |  |  |  |  |  |  |  |                                              |
| Alžběta Sasko-Altenburská |                                         |  |                                 |                                                 |  |  |  |  |  |  |  |                                              |
|                           |                                         |  |                                 |                                                 |  |  |  |  |  |  |  |                                              |
|                           |                                         |  | Anton Ulrich Sasko-Meiningenský |                                                 |  |  |  |  |  |  |  |                                              |
|                           |                                         |  |                                 |                                                 |  |  |  |  |  |  |  |                                              |
|                           | Jiří I. Sasko-Meiningenský              |  |                                 |                                                 |  |  |  |  |  |  |  |                                              |
|                           |                                         |  |                                 |                                                 |  |  |  |  |  |  |  |                                              |
|                           |                                         |  |                                 | Šarlota Amálie Hesensko-Philippsthalská         |  |  |  |  |  |  |  |                                              |
|                           |                                         |  |                                 |                                                 |  |  |  |  |  |  |  |                                              |
|                           | Bernard II. Sasko-Meiningenský          |  |                                 |                                                 |  |  |  |  |  |  |  |                                              |
|                           |                                         |  |                                 |                                                 |  |  |  |  |  |  |  |                                              |
|                           |                                         |  |                                 | Kristián Albrecht Ludvík Hohenlohe-Langenburský |  |  |  |  |  |  |  |                                              |
|                           |                                         |  |                                 |                                                 |  |  |  |  |  |  |  |                                              |
|                           | Luisa Eleonora z Hohenlohe-Langenburgu  |  |                                 |                                                 |  |  |  |  |  |  |  |                                              |
|                           |                                         |  |                                 |                                                 |  |  |  |  |  |  |  |                                              |
|                           |                                         |  |                                 | Karolina Stolbersko-Gedernská                   |  |  |  |  |  |  |  |                                              |
|                           |                                         |  |                                 |                                                 |  |  |  |  |  |  |  |                                              |
|                           | Augusta Sasko-Meiningenská              |  |                                 |                                                 |  |  |  |  |  |  |  |                                              |
|                           |                                         |  |                                 |                                                 |  |  |  |  |  |  |  |                                              |
|                           |                                         |  |                                 | Vilém I. Hesenský                               |  |  |  |  |  |  |  |                                              |
|                           |                                         |  |                                 |                                                 |  |  |  |  |  |  |  |                                              |
|                           | Vilém II. Hesenský                      |  |                                 |                                                 |  |  |  |  |  |  |  |                                              |
|                           |                                         |  |                                 |                                                 |  |  |  |  |  |  |  |                                              |
|                           |                                         |  |                                 | Karolina Vilemína Dánská                        |  |  |  |  |  |  |  |                                              |
|                           |                                         |  |                                 |                                                 |  |  |  |  |  |  |  |                                              |
|                           | Marie Frederika Hesensko-Kasselská      |  |                                 |                                                 |  |  |  |  |  |  |  |                                              |
|                           |                                         |  |                                 |                                                 |  |  |  |  |  |  |  |                                              |
|                           |                                         |  |                                 | Fridrich Vilém II.                              |  |  |  |  |  |  |  |                                              |
|                           |                                         |  |                                 |                                                 |  |  |  |  |  |  |  |                                              |
|                           | Augusta Pruská                          |  |                                 |                                                 |  |  |  |  |  |  |  |                                              |
|                           |                                         |  |                                 |                                                 |  |  |  |  |  |  |  |                                              |
|                           |                                         |  |                                 | Frederika Luisa Hesensko-Darmstadtská           |  |  |  |  |  |  |  |                                              |
|                           |                                         |  |                                 |                                                 |  |  |  |  |  |  |  |                                              |